# Unitat modular de servei de passatgers

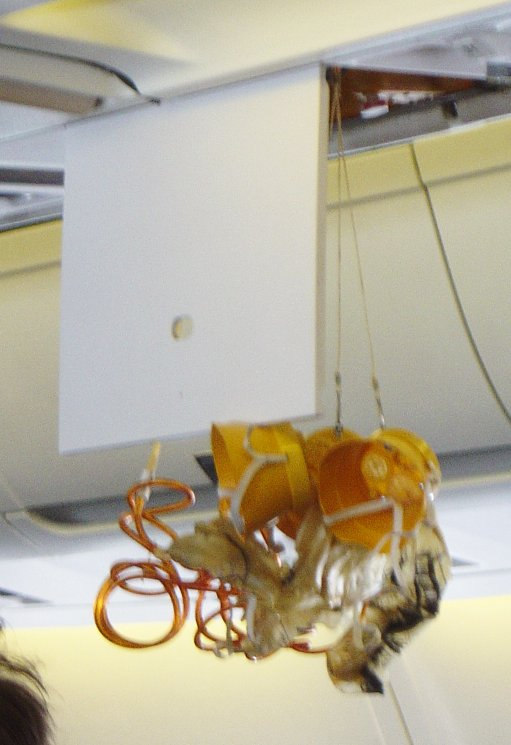
Màscares d'oxigen penjant d'una PSU

Una unitat modular de servei de passatgers (PSU, sigles en anglès de Passenger Service Unit) és un component de les aeronaus que es troba a sobre de cada filera, al panell de sostre situat a sobre dels seients d'un avió de passatgers. Entre altres coses, les unitats modulars de servei de passatgers contenen llums de lectura, altaveus, senyals il·luminats, botons per cridar un hoste de vol, sortides d'aire condicionat i màscares d'oxigen que cauen automàticament en cas de necessitat.